# U-Roy
Edward Beckford, mais conhecido como U-Roy (Jones Town, Kingston, 21 de setembro de 1942 - Kingston, 17 de fevereiro de 2021), foi um cantor jamaicano de Reggae e Ska. Foi pioneiro no reggae e no dancehall.

## Biografia

### Inicio de carreira
Nasceu em uma família de músicos e iniciou a carreira em 1961, como DJ. Na década de 1970, ganhou fama internacional com as músicas "Natty Rebel" e "Jah Son of Africa". Em 1978 participou da campanha de Bob Marley, a "Heartland Reggae", junto com várias estrelas daquela época: Peter Tosh, Jacob Miller, Dennis Brown e Judy Mowatt.

### Entorpecentes
Em 1979, começou a se envolver com a maconha e fumar junto com os rastafáris. Ele fumava espécies de narguilés chamadas de Calenjah Calenir. Em 1984, ficou sem respiração e precisou ser levado as pressas ao hospital por um pouco não morre.[carece de fontes?]

### Parcerias
U-Roy fez parcerias com Gregory Isaacs, Dennis Brown, entre outros, e com os Toots & the Maytals, participou do LP ""True Love"", ganhador de um Grammy.

### Morte
Morreu em Kingston, no dia 17 de fevereiro de 2021, aos 78 anos.